# 上福尼 (加利福尼亞州)
上福尼（英語：Upper Forni）是位於美國加利福尼亞州埃爾多拉多縣的一個非建制地區。該地的面積和人口皆未知。

## 地理
上福尼的座標為38°49′20″N 120°10′22″W / 38.82222°N 120.17278°W，而該地的平均海拔高度為2290米（即7513英尺）。